# Spilogona aristalis
Spilogona aristalis är en tvåvingeart som beskrevs av Zielke 1971. Spilogona aristalis ingår i släktet Spilogona och familjen husflugor.
Artens utbredningsområde är Namibia. Inga underarter finns listade i Catalogue of Life.